# Vamberk
Vamberk (niem. Wamberg) − miasto w Czechach, w kraju kralovohradeckim. Według danych z 1 stycznia 2024 powierzchnia miasta wynosiła 2 103 ha, a liczba jego mieszkańców 4 676 osób.

## Demografia
| Rok             | 1970  | 1980  | 1991  | 2001  | 2003  | 2012  | 2016  | 2020  | 2024  |
| --------------- | ----- | ----- | ----- | ----- | ----- | ----- | ----- | ----- | ----- |
| Liczba ludności | 4 744 | 5 183 | 4 995 | 4 815 | 4 768 | 4 680 | 4 581 | 4 567 | 4 676 |

Źródło: Czeski Urząd Statystyczny